# Узденський район
Узденський район — адміністративна одиниця Білорусі, Мінська область.

## Географія
У межах району протікають річки: Уса, Тур'я.

## Відомі особистості
В поселенні народився:
- Пашкевич Василь Васильович (1857—1939) — російський фахівець з плодових рослин.